# 全球化
全球化是世界觀、产品、概念及其他文化元素的交換，所帶來的國際性整合的過程。電信等基礎建設的進步，包括電報及之後互聯網的興起，都造成了全球化，以及在文化及經濟上互相影響。

## 歷史
學界對於全球化何時而起，觀點各不相同，有学者认为全球化是一个现代概念，另一部分人则认为在地理大发现阶段，全球化进程就已经开始了，甚至还有人认为全球化可以追溯到西元前2000年。古時人們就曾因為貿易而有國際化的概念，在中古世紀的中國就曾經有與西方通商貿易的概念，藉由輸出絲綢和茶葉來賺取大量外匯，18世紀的德國學者就因此將這條道路取名為絲路，後來鄂圖曼土耳其帝國崛起，通商貿易受阻，為了能夠不假於土耳其人之手，西歐國家紛紛海上探險尋找新絲路，史稱地理大發現，可謂早期全球化的開端。

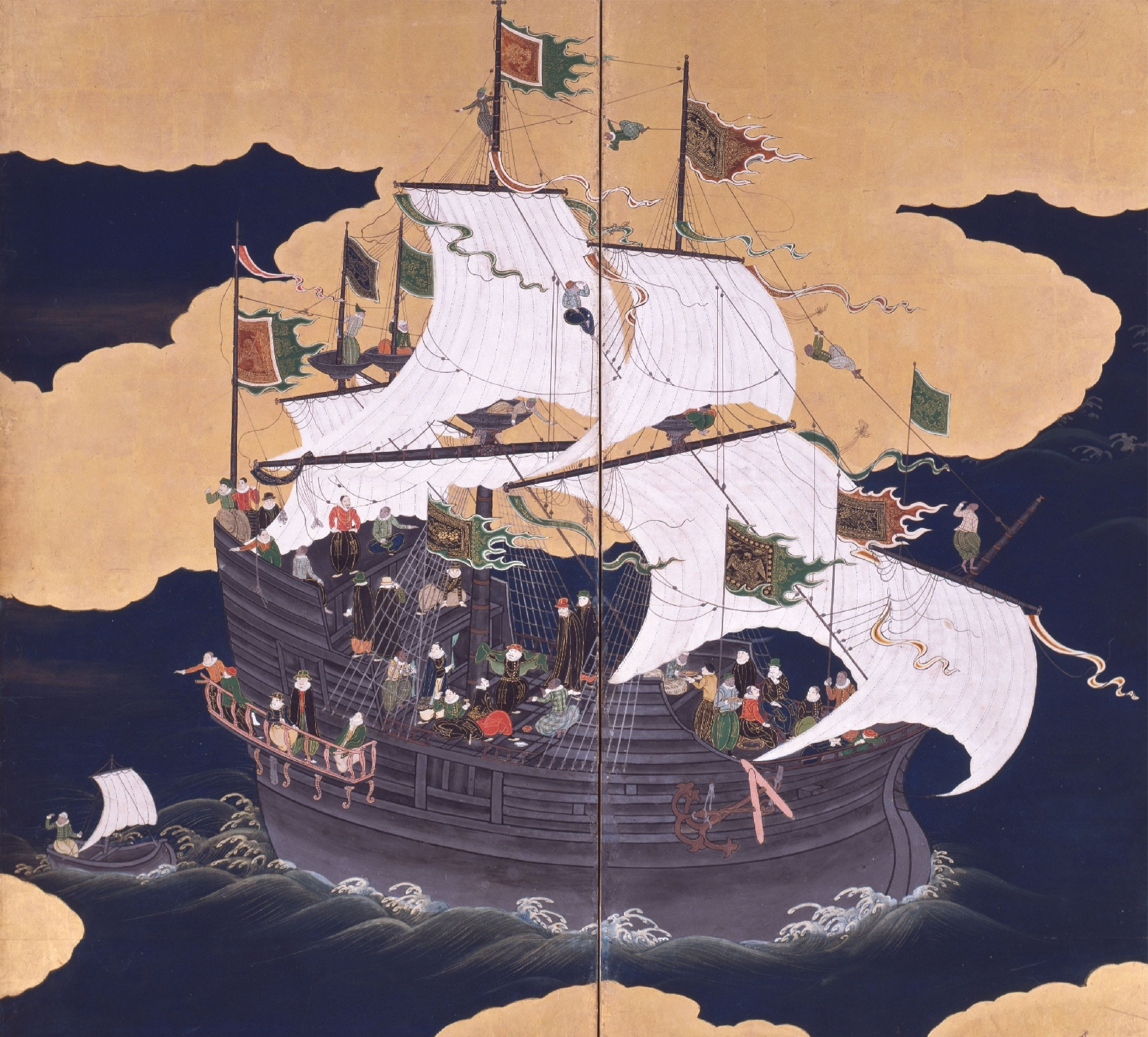
17世紀遠洋貿易

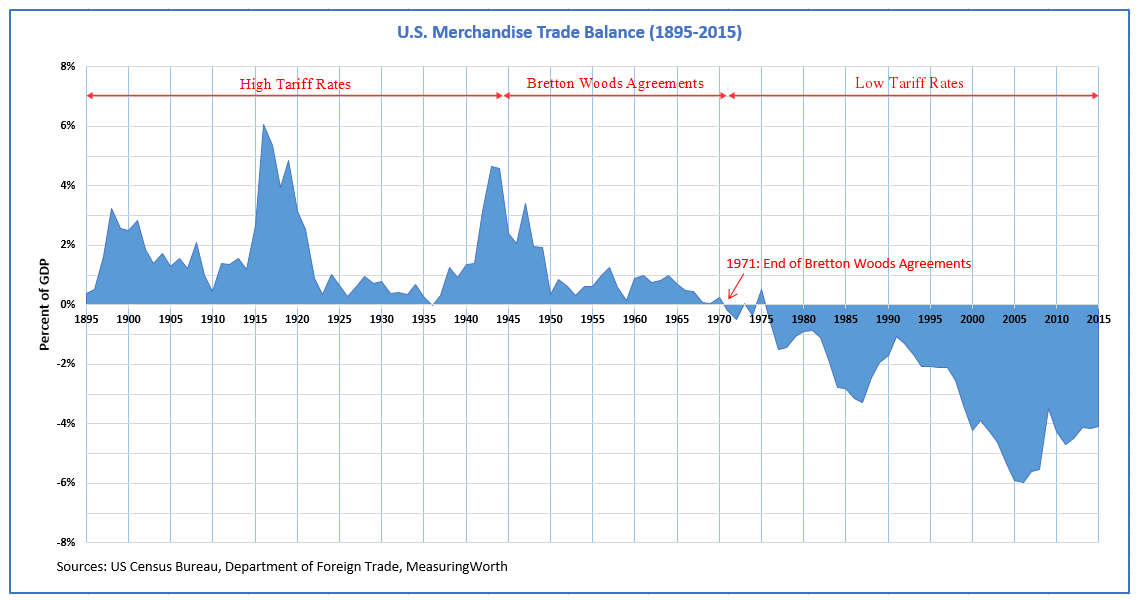
近百年來美國貿易從順差變為逆差過程

大规模的全球化始于19世纪。在19世纪末20世纪初，全世界的经济文化连接日益紧密。现代意义上的“全球化”一词始于二十世纪七十年代。2000年，国际基金组织（IMF）定义了全球化的四个基本方面：贸易和国际往来、资本与投资的流动、人口流动、知识的传播。
因著工業革命的影響，在19世紀轉變為現代的全球化。工業革命利用規模經濟的概念，可以標準化的大量生產商品，而人口的快速成長也帶來大量的需求。蒸氣船減少了國際運輸的成本，鐵路也使得陸上的運輸更為便宜。運輸革命約在1820年至1850年之間出現的。更多國家開始國際貿易，19世紀的全球化受到帝国主义的影響，例如瓜分非洲及亞洲殖民等行動。1956年船运集装箱的發明進一步的帶動了商業的全球化，而同一時間，航空業也正在急速膨脹，使得洲際旅程相對時間縮短到剩幾個小時，1980年代開始電腦互聯網的發展，使得全球化到了新的境界，人類能使用同樣的架構剎那間傳遞資訊。

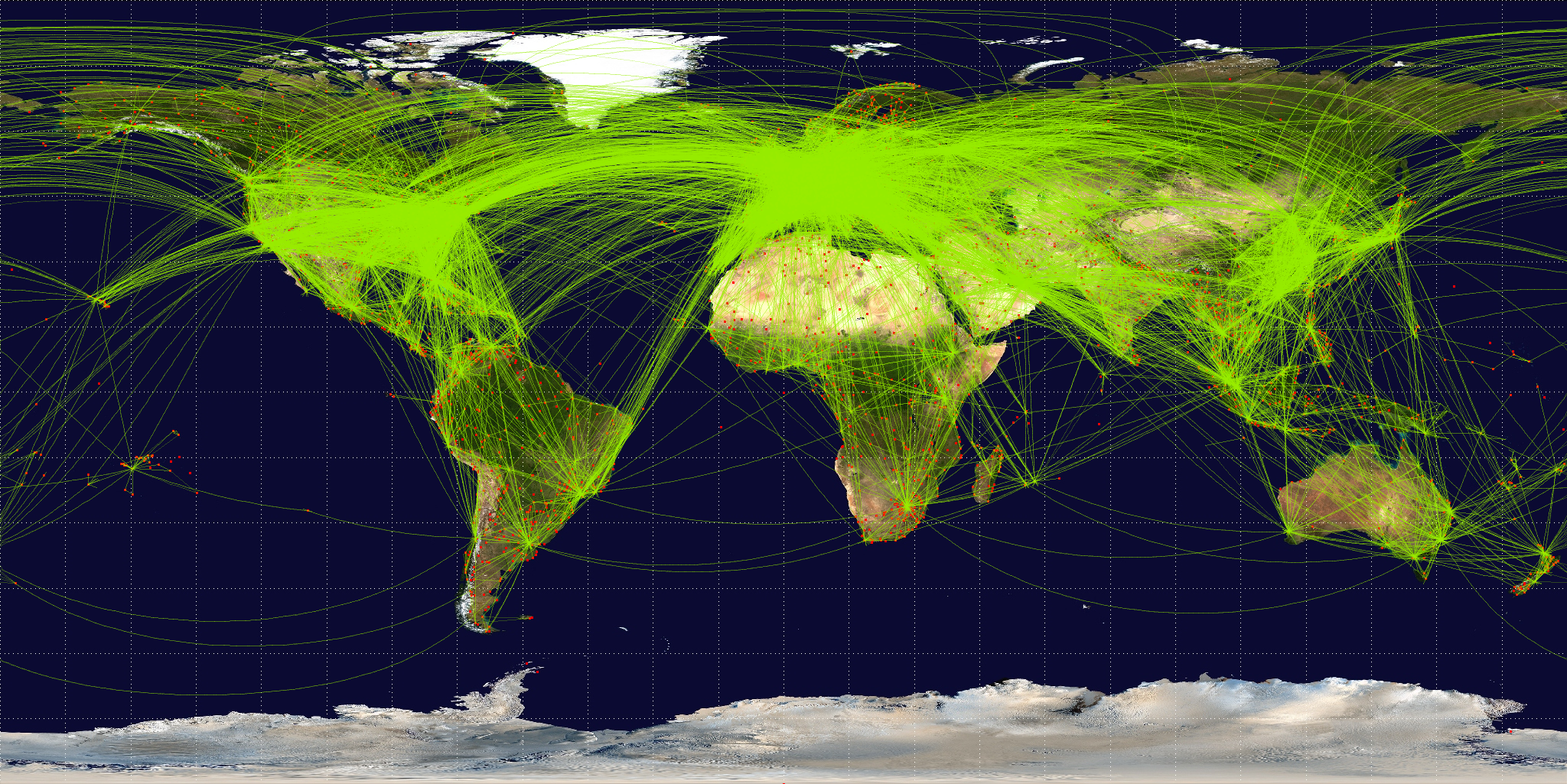
2009年世界客機航線密度

同時在二次大戰後，有許多國際協定或組織的目的是在貿易自由化，減少貿易障礙，例如由布雷顿森林体系產生的關稅暨貿易總協定以及後來的世界貿易組織，世界總產值中出口佔的比例由1970年的8.5%提昇到2001年的16.2%。不過在杜哈回合貿易談判未能達成協議之後，許多國家又開始訂定雙邊或是小型多邊的貿易協定，例如2011年的韓美自由貿易協定。
全球化一詞近年來變得流行。政府決策者、政黨領袖、工商界、學術界、工會領袖以至大眾傳媒無不談及全球化的影響及其如何改變現在人的生活。許多人視過去二十年國際貿易及投資增長為全球化。全球化正在推倒各國疆界，使全球市場一體化。有些人把全球化喻為「地球村」。對於全球化的觀感是好是壞，目前仍是見仁見智。近代全球化的風潮已和地方化結合成「全球在地化」（Glocalization）的研究。

### 古代和中世紀的全球化
早在19世紀全球化浪潮興起之前，經濟文化相互依存度就經歷了不同的興衰階段，這一點至少自1930年代以來的經濟史和一般歷史研究就已指出。相關討論包括古代橫跨整個歐亞大陸的長途貿易聯繫、中世紀歐洲的相互依存關係，以及埃及、中華帝國、美索不達米亞和印度河流域文明等先進文明之間的貿易聯繫。
例如，早在西方時代初期，亞洲與羅馬之間就已存在絲綢（來自中國）和香料（來自印度）的長途貿易（參見絲綢之路）。從古代晚期到中世紀晚期，與印度的貿易利潤豐厚，並透過陸路和海路進行；在此背景下，由於不同地區之間的互聯互通，絲綢貿易被認為是全球化的早期形式。
雖然現代看來運輸時間相對較長，而且貿易需要透過來自不同國家的多家承運商進行，但這種貿易已經牢固確立，絕非孤立現象。從 1405 年起，明代海軍上將鄭和的船隊也將數千噸中國貿易貨物運過中國整個沿海地區，到達阿拉伯和非洲。
這些古代和中世紀全球化的例子後來都遭遇挫折：
- 隨著宋朝的到來，絲綢之路的重要性在公元一千年之交逐漸下降，遠早於近代歐洲人建立穩定的、使貿易量得以再次大幅增長的海上航線。
- 鄭和於1435年左右去世後，正統皇帝改變了海軍戰略，允許國家艦隊部分解散或將其併入帝國海軍。儘管中國繼續作為東亞最重要的海上貿易強國，但貿易不再由國家資助，而且只延伸到印度，從而將阿拉伯和非洲排除在外。

即使在現代初期，也可以看到全球貿易和信貸關係的開端，例如奧格斯堡商人雅各布·富格爾所建立的跨境貿易和金融帝國。

### 漢薩同盟
漢薩同盟是由擁有穩定自治政府的自由公民組成的城邦聯盟，透過跨境貨物的自由流通積累巨大的財富，其曾經的輝煌至今仍體現在這些城鎮中留存的眾多建築中。
隨著1159年呂貝克的建立，波羅的海南岸發展一個繁榮的貿易區，從俄羅斯貿易中心諾夫哥羅德出發，經雷瓦爾、呂貝克、漢堡、布魯日和倫敦。西方對毛皮、蠟、穀物、魚類、鹽和木材等天然產品的巨大需求，以及東方對布料、葡萄酒、金屬製品和製成品等西方產品的需求，共同驅動著東西方貨物的交流。波羅的海航線的開發使得東西方之間貨物流通更加順暢，漢薩同盟的經濟實力也由此興起。
在15世紀初漢薩同盟鼎盛時期，有超過200個大大小小的城鎮加入該聯盟。漢薩同盟將自己視為純粹務實的聯盟，旨在保障和促進貿易。諸城可以加入或退出聯盟；違反規則將面臨被逐出漢薩同盟的危險。根據菲利普·多林格的說法，漢薩同盟不具備國家的任何特徵，但卻擁有國家權力。漢薩同盟從未邁向國家組織。
在其500年歷史中，漢薩同盟經歷過鄰國之間各種戰爭，經歷過1315年至1317年的大饑荒、1349年至1370年的大瘟疫，以及特別是三十年戰爭。隨著民族國家的崛起，貨物跨國自由流通的終結，也終結漢薩同盟成功的關鍵基礎。漢薩同盟於1669年最後一次漢薩日宣告解散。
有關探究漢薩同盟何以延續數個世紀，在現在仍是漢薩同盟研究的議題。

## 劃分
学术界的观点将全球化划分为三大领域：经济全球化、政治全球化和文化全球化；而经济全球化又可分为商品市场一体化，劳动市场一体化以及经济市场一体化。

## 影響
随着全球化的发展，新问题不断涌现，例如：全球变暖、跨境水资源和空气污染、渔业资源的过度捕捞等环境挑战。全球化进程不仅影响着人类交往、经济和社会以及自然环境，同时这些因素也反过来作用于全球化。
- 全球范围内的通用标准的数目的增长，例如版权法
- 国际贸易的增长比世界经济增长速度更快
- 跨国公司在世界经济中的比重上升
- 全球金融体系的发展
- 更多的国际间的文化影响，例如通过好莱坞电影的出口
- 文化多样性的减少
- 貧富差距確實擴大
- 国际旅遊业的发展
- 各種文化的融合及創新
- 通过诸如互联网和电话等的技术使得共享的信息资源不断增长
- 移民的增长，包括非法移民
- 恐怖主义的散布
- 疾病傳播

二战后通过很多诸如关贸总协定等的国际组织已经使得国际贸易间的障碍大大降低。特别是从关贸总协定演化而来的世界贸易组织：
- 提升自由贸易
  - 商品：减少或消除关税；建立自由贸易区来降低关税
  - 资金：减少或消除资金控制（資金控制會影響貿易發展）
  - 减少、消除对当地产业的津贴补助金（達到公平貿易）
- 知识产权保护
  - 在国家间对知识产权法律进行协调（通常来说，是添加更多限制）
  - 跨国界承认知识产权限制（例如，在中国获得的专利权可以在美国获得承认）

## 全球化程度
全球化指数著重像貿易、外商直接投資、證券投資及收入等和經濟有關的變數，不過較新的指數試圖用一些和政治、社會、文化甚至環境面來描述各國全球化的情形。

### KOF和外交政策杂志的全球化指數
全球化指数中的KOF全球化指数，用三個全球化的方面來量測全球化：經濟、社會及政治。另一個是A.T. Kearney/外交政策杂志的全球化指數。
| 排名 | 國家   |
| ---- | ------ |
| 1    | 比利时 |
| 2    | 愛爾蘭 |
| 3    | 荷蘭   |
| 4    | 奥地利 |
| 5    | 新加坡 |
| 6    | 丹麦   |
| 7    | 瑞典   |
| 8    | 葡萄牙 |
| 9    | 匈牙利 |
| 10   | 瑞士   |

| 排名 | 國家   |
| ---- | ------ |
| 1    | 新加坡 |
| 2    | 瑞士   |
| 3    | 美国   |
| 4    | 愛爾蘭 |
| 5    | 丹麦   |
| 6    | 加拿大 |
| 7    | 荷蘭   |
| 8    |        |
| 9    | 奥地利 |
| 10   | 瑞典   |

### 好國家指數
好國家指數是由35種資料合計而成的統計指數，用到的資料主要是由聯合國產生。指數會計算整體排名，以及分為科學技術、文化、國際和平和安全、世界秩序、環境及氣候、繁榮和平等、健康和福利等七項來計算排名。
2018年整體排名前十名
| 2018年名次 | 國家或地區 |
| ---------- | ---------- |
| 1          | 芬兰       |
| 2          | 荷蘭       |
| 3          | 愛爾蘭     |
| 4          | 瑞典       |
| 5          | 德国       |
| 6          | 丹麦       |
| 7          | 瑞士       |
| 8          | 挪威       |
| 9          | 法國       |
| 10         | 西班牙     |

### 自由貿易政策
全球貿易促進報告量測有助於貨品貿易跨越國境，進入其目的地的因素、政策以及服務。全球貿易促進報告由四個子因素組成：市埸開放、邊境管理、運輸及通訊的基礎建設、經商環境。（2010年）的前20名是
1. 新加坡 6.06
2. 香港 5.70
3. 丹麦 5.41
4. 瑞典 5.41
5. 瑞士 5.37
6. 新西兰 5.33
7. 挪威 5.32
8. 加拿大 5.29
9. 盧森堡 5.28
10. 荷蘭 5.26
11. 冰島 5.26
12. 芬兰 5.25
13. 德国 5.20
14. 奥地利 5.17
15. 5.13
16. 阿联酋 5.12
17. 英国 5.06
18. 智利 5.06
19. 美国 5.03
20. 法國 5.02

## 评价

### 正面观点

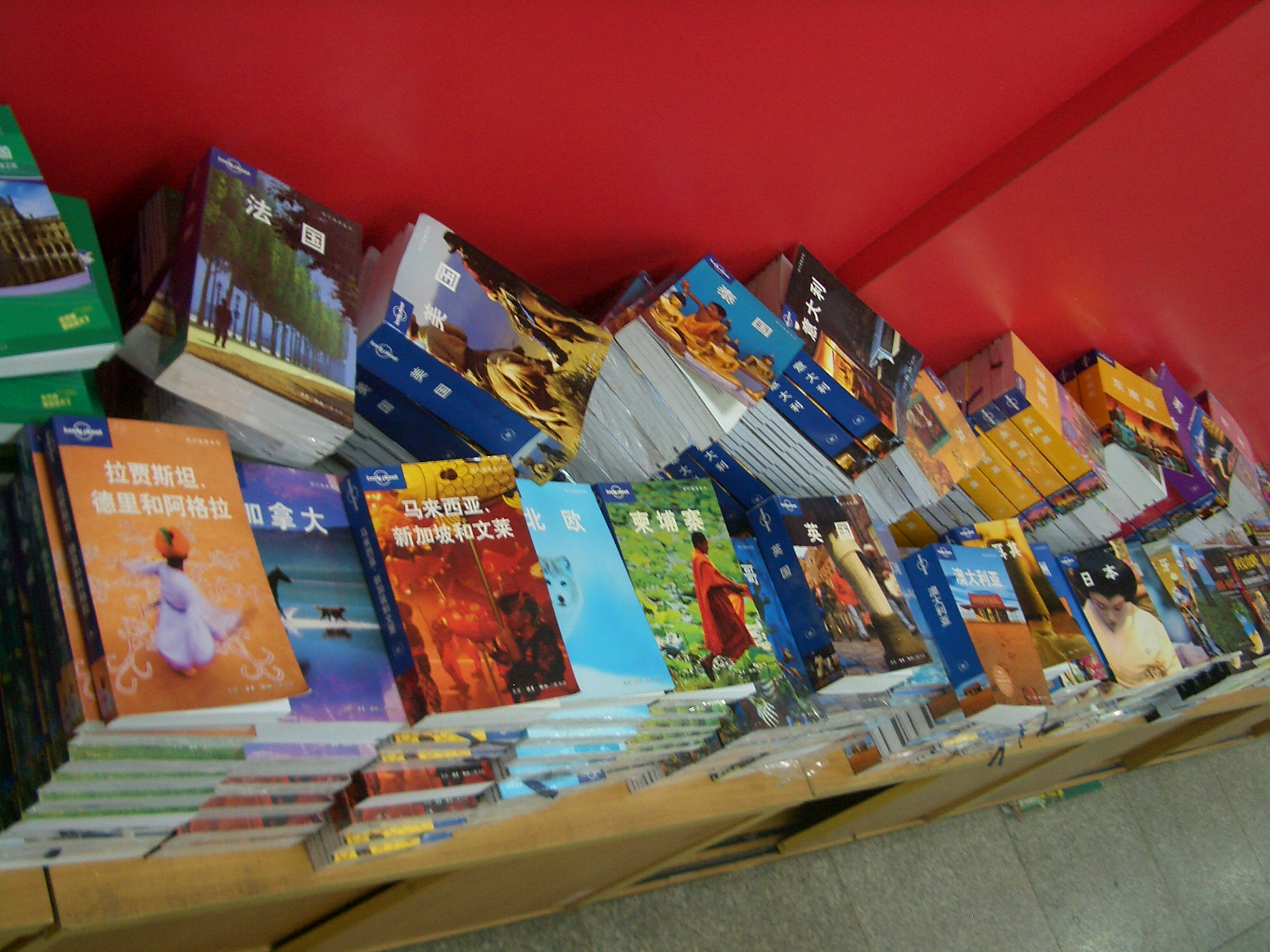
蘭州一間書店販賣介紹各國的書籍

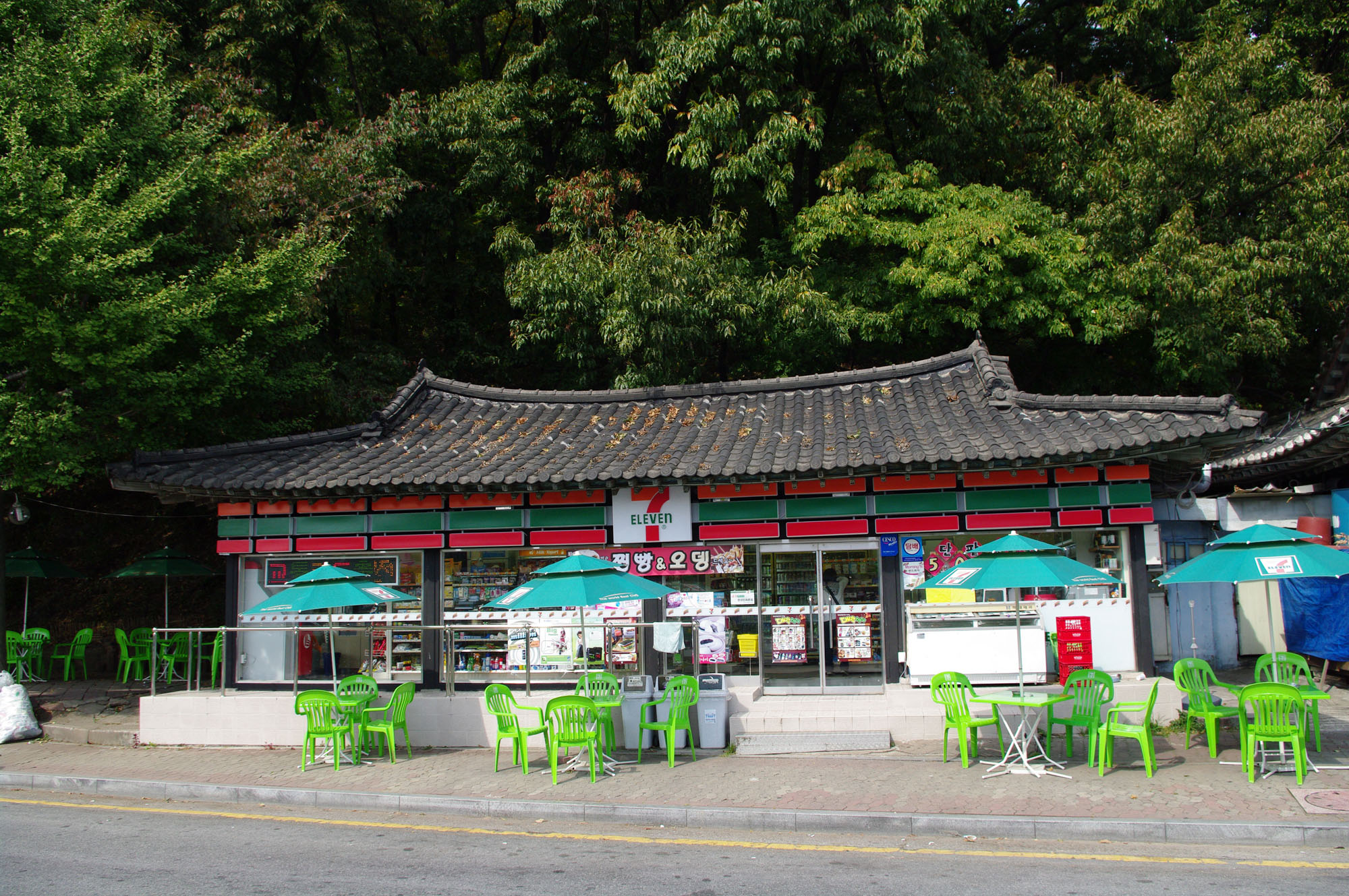
7-Eleven在韩国的一个旅游景点以传统风格装潢的门市

全球化有助於國際間的產業分工，因為发达國家的工資較高，制造生產會轉向其他薪資較低的发展中國家，帶來发展中國家的出口貿易、經濟成長及就業，例如1970年代左右的亞洲四小龍就是依此模式發展。

### 反面觀點

#### 學理的懷疑
对关于全球化是一个现实存在的现象还是讨论。虽然这个词已经被广泛使用，但是一些学者争论到这个现象在历史时期就已经出现了。另外, 那些现象，例如国际贸易的增长和跨国公司扮演的角色，在它们被建立的时候并不是制定了的。因此有很多学者更喜欢使用“国际化”而不是“全球化”。简单的说，它们的区别在于国家的角色在国际化中更重要。也就是说，全球化程度比国际化要深。所以，这些学者认为的边界还远没有达到要消失的地步，因此，全球化还没有开始，也可能不会开始——从历史上考虑，国际化从来没有变成全球化。依賴理論提出者薩米爾·阿敏提出，“全球化是一个乌托邦”，并且对负面意义进行了分析。一部分学者认为全球化是一种假象，是一种不对等的经济与文化的流动。 与其说是全球化，有些学者认为西方化更为贴切。 西方化不等于全球化。 不可否认地， 非西方国家，比如印度的宝莱坞，日本的游戏，中华料理等，在西方国家取得成功。 但是这些成功相比下，是比較薄弱的。 比如印度的宝莱坞，其背后主要投资者是好莱坞。（虽然宝莱坞是一種非西方文化市场，一部分收入会回归西方国家。）在Anadam P. Kavoori和Aswin Punathambekar的書中指出，好莱坞占了80% 全球电影市场，而宝莱坞占不到0.2%。因此，有学者认为，全球化只是借口，来开辟新市场。

#### 實質上的困境
- 沒有權力中心的全球規則，然而經由各種政治機制，可以使政府行為者具有責任承擔的能力。
- 這些政府行為者應該和非政府組織互動，但是在全球治理的時候，卻會有各自獨特且不同的責任。
- 政府行為者必須代表全不同的構成分子，至少在一個民主的體制之下，例如追求利益的私人企業、感情驅使的民間行為者。

#### 商品一體化所引出的更多缺點

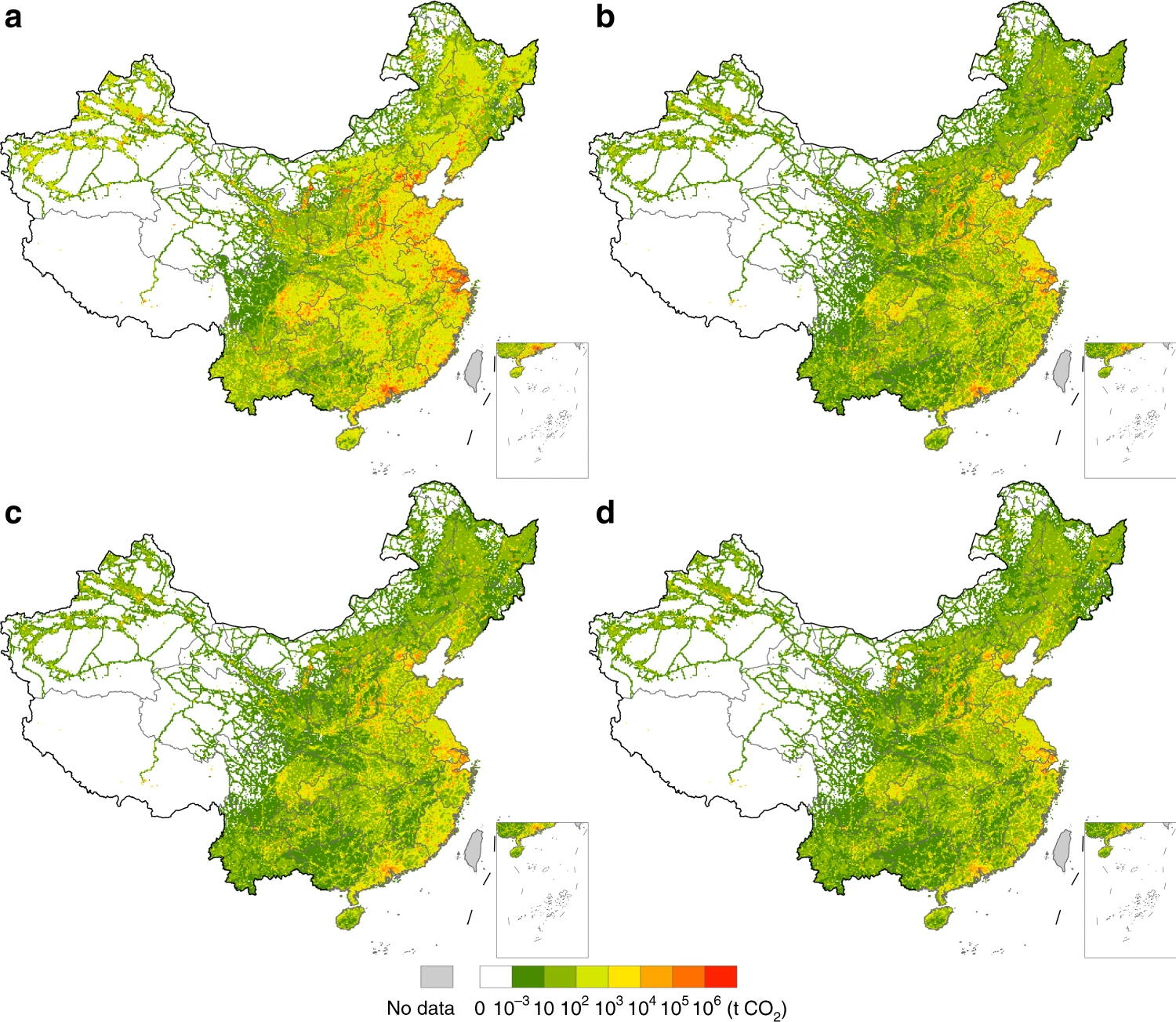
图a展示了海外在中国最终消耗的碳足迹热点，图b-d展示了美国、香港和日本消耗的碳足迹热点。在所有海外地区中，美国、香港和日本在中国消耗了最多的碳足迹，分别贡献了2012年海外在中国消耗碳足迹总量的23.0%、10.8%和9.0%。

商品一體化是全球化的一大特徵，為制造更多的商品，大量工廠的建立也是必需的。世界各地工廠數量增加，在中國更為顯而易見（在全球化的機遇下，加上自身地租，工人薪金便宜，成為了各國的工廠建立之地，所以中國又稱為「世界工廠」）
正是全球化的商品一體化令工廠增加，自然間接對環境造成影響，例如加劇溫室氣體的排放量，繼而惡化全球暖化，甚至影響生物之棲息地等等。

## 全球化理論

### 超全球主義論
對超全球主義論者而言，現代的全球化已經被界定為人類歷史上的新時代，認為人類的各方面都將在全球化的浪潮下進行整合，傳統的政經、國際結構將在全球化浪潮下被取代，尤其是在近代國際政治扮演重要角色的民族國家。

### 懷疑論
全球化現象並非近代才出現，歷史上像高度互賴與連結的情況，全球化更可能是擴散與繁榮，而非正面現象。懷疑論者認為超全球主義者過度樂觀，過程高度仰賴影響力。

### 轉型主義論
轉型主義論者認為，全球化現象並無揭示一定的道路，從全球的政治單元到個人，都是建構全球化的一份子。在矛盾中依循著全球化現象建立、或是去適應新的規則。